# Muscle intertransversaire
Les muscles intertransversaires sont de petits muscles placés entre les apophyses transverses des vertèbres.

## Description

### Région cervicale
C'est dans la région cervicale qu'ils sont le mieux développés.
Il y a sept paires de ces muscles, la première paire étant entre l'atlas et l'axis, et la dernière paire entre la septième vertèbre cervicale et la première vertèbre thoracique.
Ils sont constitués de faisceaux musculaires et tendineux arrondis  :
- les muscles intertransversaires antérieurs du cou qui relient les tubercules antérieurs de deux vertèbres contiguës ;
- les muscles intertransversaires postérieurs du cou qui relient les tubercules postérieurs de deux vertèbres contiguës.

Ils sont séparés l'un de l'autre par une division primaire du nerf cervical qui se trouve dans la rainure située entre eux.
Les muscles intertransversaires postérieurs du cou sont constitués d'une partie latérale et d'une partie médiale.
Les parties latérales ou muscles intertransversaires latéraux postérieurs du cou sont des muscles hypaxiaux du dos comme les muscles intertransversaires antérieurs du cou
Les parties médiales ou muscles intertransversaires médiaux postérieurs du cou sont des muscles épaxiaux.
Ils sont innervés par les branches antérieures des nerfs rachidiens.

### Région thoracique
Dans la région thoracique, ils sont présents entre les apophyses transverses des trois vertèbres thoraciques inférieures et entre les apophyses transverses de la dernière thoracique et de la première vertèbre lombaire.
Ils sont nommés muscles intertransversaires thoraciques.
Ils sont innervés par les branches postérieures des nerfs spinaux.

### Région lombaire
Dans la région lombaire, ils sont disposés par paires, de chaque côté de la colonne vertébrale entre chaque vertèbre de la onzième vertèbre thoracique à la première vertèbre sacrée :
Ce sont de petits muscles disposés en deux faisceaux :
- Le premier latéral : les muscles intercostiformes lui-même comportant une partie dorsale et une partie ventrale. Ils relient les processus costiformes des vertèbres adjacentes, ce sont des muscles hypaxiaux du dos.
- Le deuxième médial : les muscles intertransversaires lombaires médiaux insérés entre le processus accessoire d'une vertèbre et le processus mamillaire de la vertèbre sous-jacente..

Les muscles intercostiformes sont innervés par les branches antérieures des nerfs spinaux.
Les muscles intertransversaires lombaires médiaux par les branches postérieures des nerfs spinaux.

## Action
Ils contribuent peu ou pas de mouvement par eux-mêmes, mais ils stabilisent les vertèbres adjacentes permettant une action plus efficace des autres groupes musculaires.
Ils favorisent l'extension et la flexion latérale.